# Aeluroidea
Aeluroidea — збережена клада котовидих м'ясоїдних тварин, які з'явилися в олігоцені приблизно 33,3 мільйона років тому.

## Таксономія
Таксон Aeluroidea ввів Вільям Генрі Флавер 1869 року.